# Obermumpf
Obermumpf – gmina (niem. Einwohnergemeinde) w Szwajcarii, w kantonie Argowia, w okręgu Rheinfelden. Liczy 1 048 mieszkańców (31 grudnia 2020). Leży w regionie Fricktal.